# Lo Pou (Erinyà)
Lo Pou, és un camp de conreu allargassat del terme municipal de Conca de Dalt, al Pallars Jussà, a l'antic terme de Toralla i Serradell, en el territori del poble d'Erinyà.
Està situat a ponent d'Erinyà, al costat sud, i a tocar, de la Pista de Serradell. És a migdia del Planell de les Vinyes, al sud-est de lo Comadró de Gasparó, al nord-est de la Creu i al nord-oest del Riu d'Aparici.